# Joseph Philippe de Clairville
Joseph Philippe de Clairville (sul da França, 1742 – Winterthur, 31 de julho de 1830), foi um botânico e entomologista suiço de origem francesa.